# Federazione cestistica del Venezuela
La Federazione cestistica del Venezuela (Federación Venezolana de Baloncesto) è l'ente che controlla e organizza la pallacanestro in Venezuela.
La federazione controlla inoltre la nazionale di pallacanestro del Venezuela. Ha sede a Caracas e l'attuale presidente è Martha Aguilar.
È affiliata alla FIBA dal 1938 ed organizza annualmente il campionato venezuelano.